# 直省
直省中国古代行政区划术语，有2种意思，一是指直隶，一是指中央直属省份，不包括羁縻地区，例如清朝1904年《皇朝直省地舆全图》。